# 俄羅斯行政區劃代碼
俄羅斯行政區劃代碼（俄语：Общеросси́йский классифика́тор объе́ктов администрати́вно-территориа́льного деле́ния），或簡稱奥卡投（ОКАТО），亦稱「俄羅斯行政及土地區劃代碼」，屬於俄羅斯國家登錄項目之一。OKATO的目的是關於俄罗斯联邦主体行政區劃結構的信息進行組織。
OKATO該文件分配國家每個行政區劃之代碼，該分級是從俄罗斯联邦主体層級逐次降低到村委員會（Сельсовет）層級之分類架構；延伸版本還包括各行政區域內各個居民點的列表。
OKATO為用於統計及稅收之目的。1995年7月31日開始實行、且替換舊有的SOATO。於1997年1月1日開始生效、至2014年已進行過243次的修訂。該OKATO數據的編制及維護是由俄羅斯聯邦國家統計局負責。

## 外部連結
- Oфициальный ресурс（页面存档备份，存于） (набор pdf файлов).
- ОКАТО с возможностью поиска по названию или части номера в классификаторе.
- Узнать код ОКТМО по ОКАТО（页面存档备份，存于）